# 児玉克哉
児玉 克哉（こだま かつや、1959年3月30日-）は、日本の社会学者。社会貢献推進国際機構理事長、リンカーン・フォーラム理事、事務局長および公開討論会相談室長。 専門は、社会学、平和研究、地域社会学、市民社会論、NGO論、国際平和論、情報社会論など
。マーケティング調査にも携わり、ビジネスモデルの研究に取り組んでいる。「ヒロシマ・ナガサキプロセス」や「志産志消」などを提唱し、国際・地域活動を行っている。

## 来歴
広島県安芸高田市生まれ。広島大学教育学部教科教育学科卒業。広島大学大学院地域研究研究科修士課程修了。1990年にスウェーデン・ルンド大学社会学部にて博士課程を修了し、市民社会論研究で社会学博士号を取得。1990年4月、三重大学人文学部に講師として赴任。1992年より同学部の助教授を務め、 2004年より教授を務める。 2011年から同大学の副学長となり、 2015年9月に退職するまで、同大学教養教育機構（現教養教育院）、地域イノベーション学研究科にて教授を務めた。
2000年-2004年、2010年-2012年に渡り国際平和研究学会事務局長を歴任した。2006年、エジプトで開催された国際社会科学評議会（ISSC）総会にて国際社会科学評議会の副会長に選出され、2期4年の任期を務めた。2012年には、インドのニューデリーにてANUVRAT Global Organizationから非暴力国際協会の非暴力国際平和賞を授与された。
2017年7月より、インドのSwarnim Startup & Innovation Universityの国際平和イノベーション研究センター所長を務める。

## 著書

### 単著
- 『原爆孤児─流転の日々』 汐文社 (1987)
- 『The Future of the Peace Movements』 Lund University Press　(1989)
- 『Peace on the Move : A Sociological Survey of the Members of Swedish Peace Organizations』 Almqvist ＆ Wiksell International (1990)
- 『未来からのメッセージ：スウェーデンの福祉・人権・平和』 三重学術出版会 (1993)
- 『Peace and Japan』 三重学術出版会 (1994)
- 『アジア競技大会 : 広島開催への道』　中国新聞社 (1994)
- 『世紀を超えて : 爆心復元運動とヒロシマの思想』 中国新聞社 (1995)
- 『History of International Peace Research Association』 IPRA (2004)
- 『フェアトレードの話』 地域開発企画 (2004)
- 『ブータン難民』 三重県人権問題研究所 (2004)

### 共著
- 『Towards a Comparative Analysis of Peace Movements』 (共編著) Dartmouth (1990)
- 『新発想の防衛論 : 非攻撃的防衛の展開』 (児玉克哉, ホーカン・ウィベリー共編) 大学教育出版 (2001)
- 『人権教育と総合的な学習』 (荒川哲郎, 児玉克哉共編) 地域国際活動研究センター (2002)
- 『はじめて出会う平和学 : 未来はここからはじまる』 （児玉克哉, 佐藤安信, 中西久恵共編） 有斐閣 (2004)
- 『平和基本法 : 9条で政治を変える』 (前田哲男, 児玉克哉, 吉岡達也, 飯島滋明共編) 高文研 (2008)

### 翻訳
- 『自治体国際協力の時代』 (マイケル・シューマン、CDI-JAPAN著、児玉克哉訳) 大学教育出版 （2001）
- 『Longing for My Home Island : A Story of Nuclear Refugees in the Marshall Islands』 (島田興生, 羽生田有紀著 児玉克哉訳) Kodomono-Miraisha Publishing (2016)